# 9 Brygada Zmechanizowana
9 Podlaska Brygada Zmechanizowana im. gen. Władysława Sikorskiego (9 BZ) – dawny związek taktyczny wojsk zmechanizowanych Sił Zbrojnych RP.

## Formowanie i zmiany organizacyjne
Brygadę sformowano w 1995, w garnizonie Siedlce na bazie zalążków 9 Dywizji Zmechanizowanej odtwarzanej w oparciu o 9 Bazę Materiałowo-Techniczną. Brygadę włączono w skład 1 Warszawskiej Dywizji Zmechanizowanej.
W wyniku zmian restrukturyzacyjnych w Wojsku Polskim w 2001 brygadę rozformowano.
Sztandar przekazany został do Muzeum Wojska Polskiego w Warszawie.

## Tradycje
1 czerwca 1995 brygada otrzymała nazwę wyróżniającą Podlaska i imię gen. broni Władysława Sikorskiego oraz przyjęła dziedzictwo tradycji:
- 9 Dywizji Piechoty 1919–1939
- 9 Dywizji Piechoty 1942

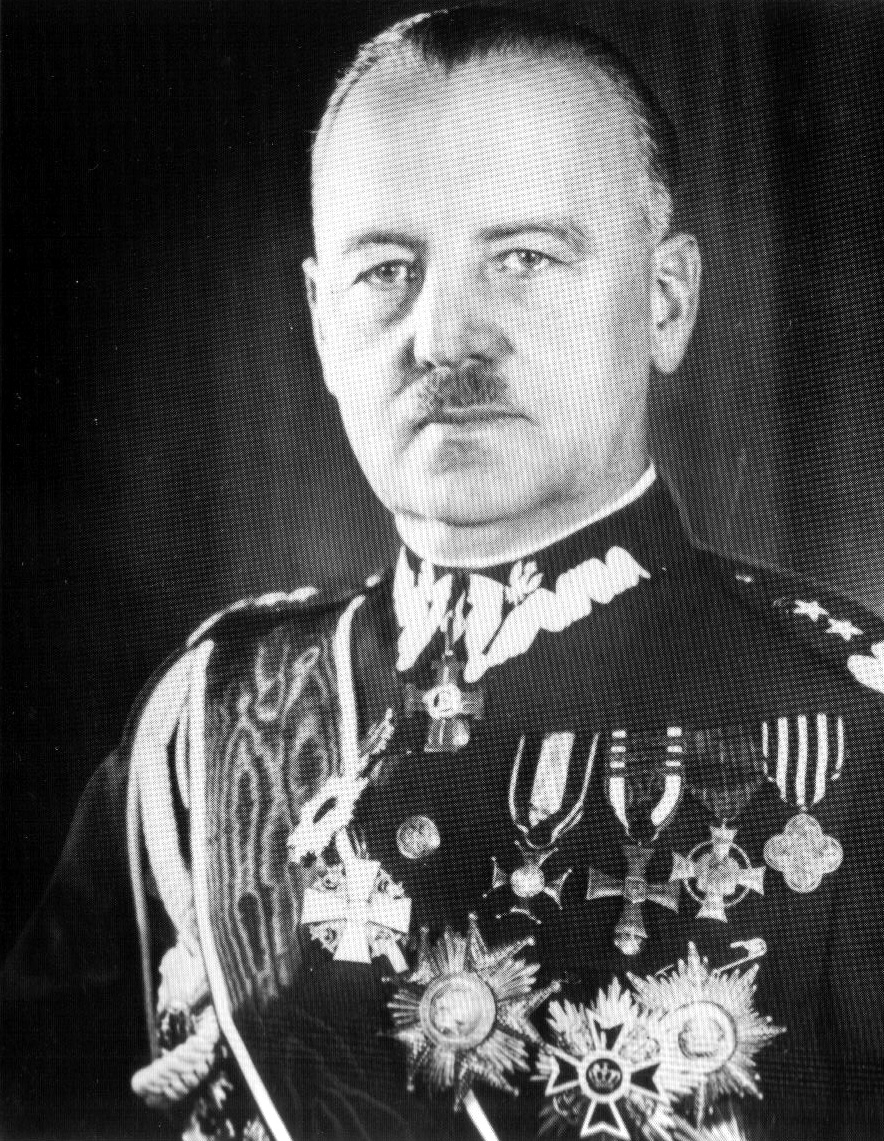
Patron brygady

- 9 Podlaskiej Dywizji Piechoty Armii Krajowej 1944
- 9 Drezdeńskiej Dywizji Piechoty 1944-1993

## Struktura organizacyjna
- dowództwo i sztab
- batalion dowodzenia
- 3 bataliony zmechanizowane
- batalion czołgów
- batalion piechoty zmotoryzowanej
- dywizjon artylerii
- dywizjon artylerii przeciwpancernej
- dywizjon artylerii przeciwlotniczej
- kompania rozpoznawcza
- kompania saperów
- kompania zaopatrzenia
- kompania remontowa
- kompania medyczna

Uzbrojenie: bojowe wozy piechoty BWP-1, czołgi średnie T-55A, rozpoznawcze samochody opancerzone BRDM-2, haubice 122 mm i armaty przeciwlotnicze ZU-23-2

## Dowódcy
- płk Krzysztof Zieliński (1994 – 1997)
- płk Artur Ryczywolski